# Nore stavkirke
Nore stavkirke er en étskibet stavkirke (langkirke), der står i Nore i Nore og Uvdal kommune, i det nuværende Viken fylke, tidligere Buskerud, Norge. Den er dateret til sidste halvdel af 1100-tallet, og dele af træværket er dateret til 1167 ved hjælp af dendrokronologi, men den nuværende kirke er nok opført noget senere. Den er udvidet til en korskirke senere i middelalderen, men den nuværende kirke har kraftigt præg af renæssancen og rokoko.
Nore sogn omtales først gang i et diplom dateret til 16. juni 1404 Midgaarden (DN V 435).
Nore stavkirke kaldes også Nore gamle kirke og har 150 siddeplasser. Kirken ligger lige nord for Nore prestegård (gnr. 180/1 i Nore og Uvdal) og har adgang fra fylkesvei 40 (Norevegen) nordfra, via bro over Norefjorden til fylkesvei 2798 (Fjordvegen), som også har adgang fra syd via bro over Kravikfjorden længere mod syd i Numedalslågen.
I sidste halvdel af 1800-tallet blev der behov for en større kirke i sognet, men man blev aldrig enige om hvor den nye kirke skulle ligge, hvilket førte til at der blev bygget to nye kirker; en i den nordlige del af sognet (Skjønne kirke) og en nær nutidens stavkirke (Nore kirke). Begge disse kirker stod færdige og blev indviet i 1880. Planen var at nedrive stavkirken, men professor Lorentz Dietrichson kom kirken til undsætning og det blev bestemt at den skulle bevares på stedet. Han købte den selv i 1888, men to år senere overdrog han rettighederne til Fortidsminneforeningen, som fortsat er ejer af Norges stavkirke.

## Galleri
- Midtmasten
- Hjørnestolpe
- Portalen i våbenhuset
- Udskæringer på ydervæggen
- Sakristiet i lafteværk.